# Chaetodon xanthocephalus
Chaetodon xanthocephalus е вид лъчеперка от семейство Chaetodontidae.

## Разпространение
Видът е разпространен в Британска индоокеанска територия, Индия, Индонезия, Кения, Коморски острови, Мавриций, Мадагаскар, Майот, Малдиви, Мианмар, Мозамбик, Реюнион, Сейшели, Сомалия, Тайланд, Танзания, Френски южни и антарктически територии (Нормандски острови), Шри Ланка и Южна Африка.